# اپتوکوپلر

شماتیک یک اپتوکوپلر که فرستندهٔ آن یک ال‌ای‌دی و گیرندهٔ آن یک فوتوترانزیستور است.

جداساز نوری، اُپتوایزولاتور (به انگلیسی: opto-isolator)، ایزوله‌گر نوری، یا اُپتوکوپلر (به انگلیسی: optocoupler)، یک مجموعه فرستنده-گیرندهٔ نوری است که در آن، سیگنال الکتریکی به نور تبدیل‌ شده و می‌تابد و در سوی دیگر، یک حس‌گر، نور را دوباره به سیگنال الکتریکی تبدیل می‌کند. برای نمونه، می‌توان آن‌را در مدارهای کنترلی به‌کار برد و ولتاژ یک طرف مدار را از ولتاژ طرف دیگر (به ویژه زمین‌های دو طرف را) جدا کرد.